# Dives (släkte)
Dives är släkte i familjen trupialer inom ordningen tättingar. Numera omfattar släktet två arter med utbredning dels i Centralamerika från Mexiko till Nicaragua, dels i Sydamerika i Ecuador och Peru:
- Busktrupial (D. warszewiczi) – syn. warczewiczi
- Sångtrupial (D. dives)

Tidigare placerades även violtrupialen (Ptiloxena atroviolacea) i släktet, men DNA-studier visar att de inte är varandras närmaste släktingar.